# Eudiptera
Eudiptera là một phân bộ Diptera theo một phân loại thay thế dựa chủ yếu trên phân loại hóa thạch; nó không được chấp nhận rộng rãi.

## Hình ảnh

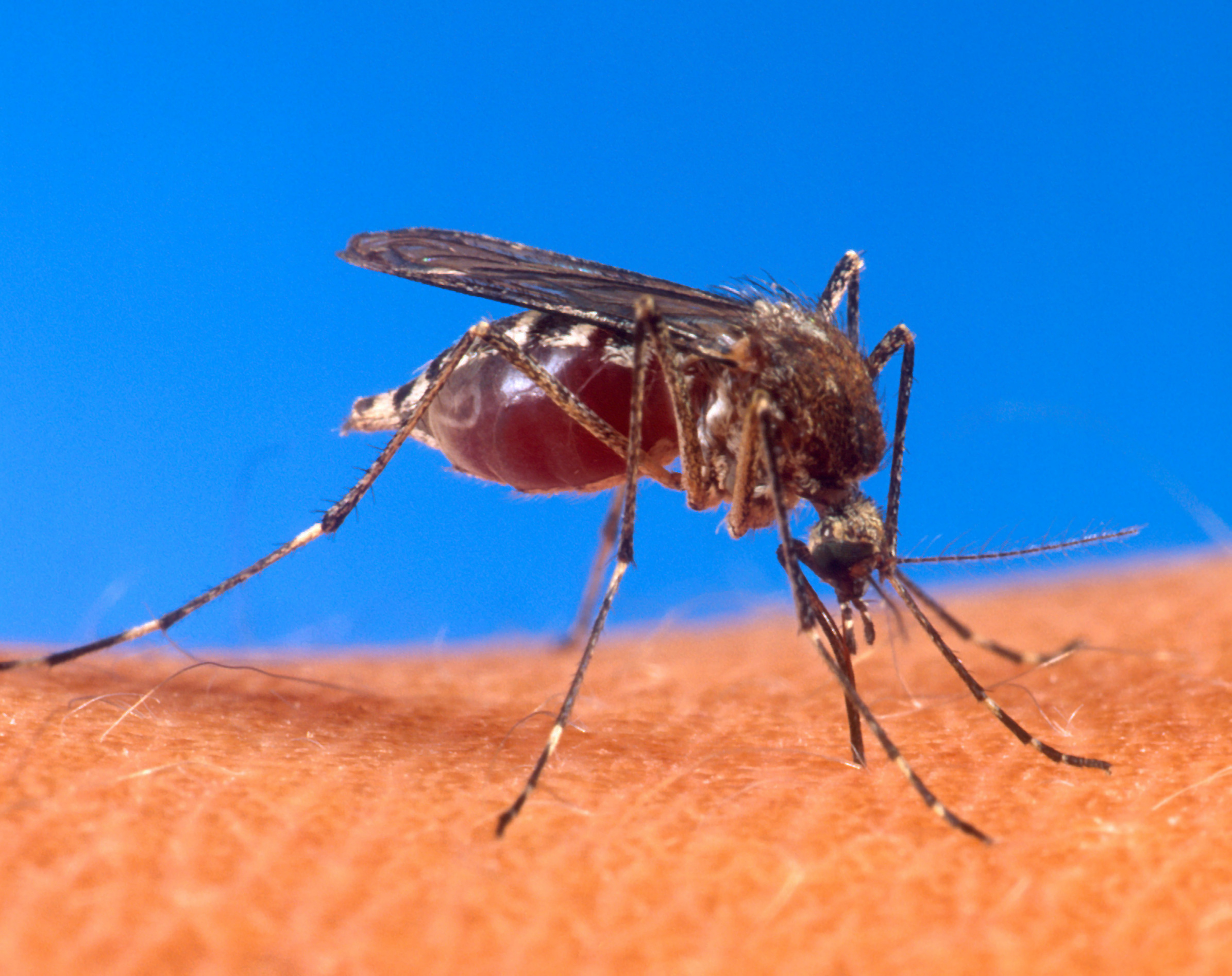
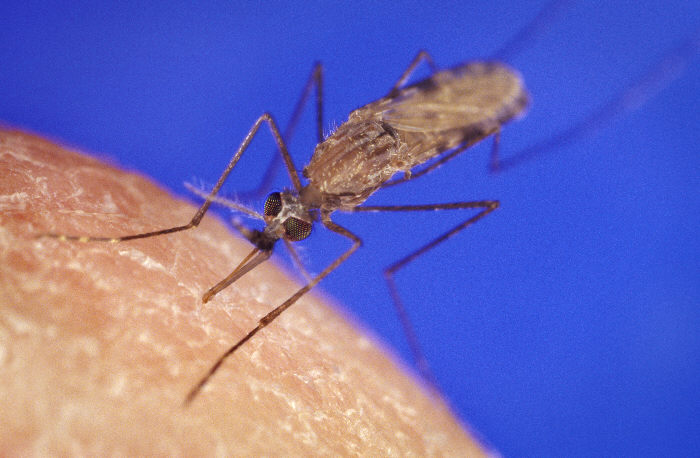
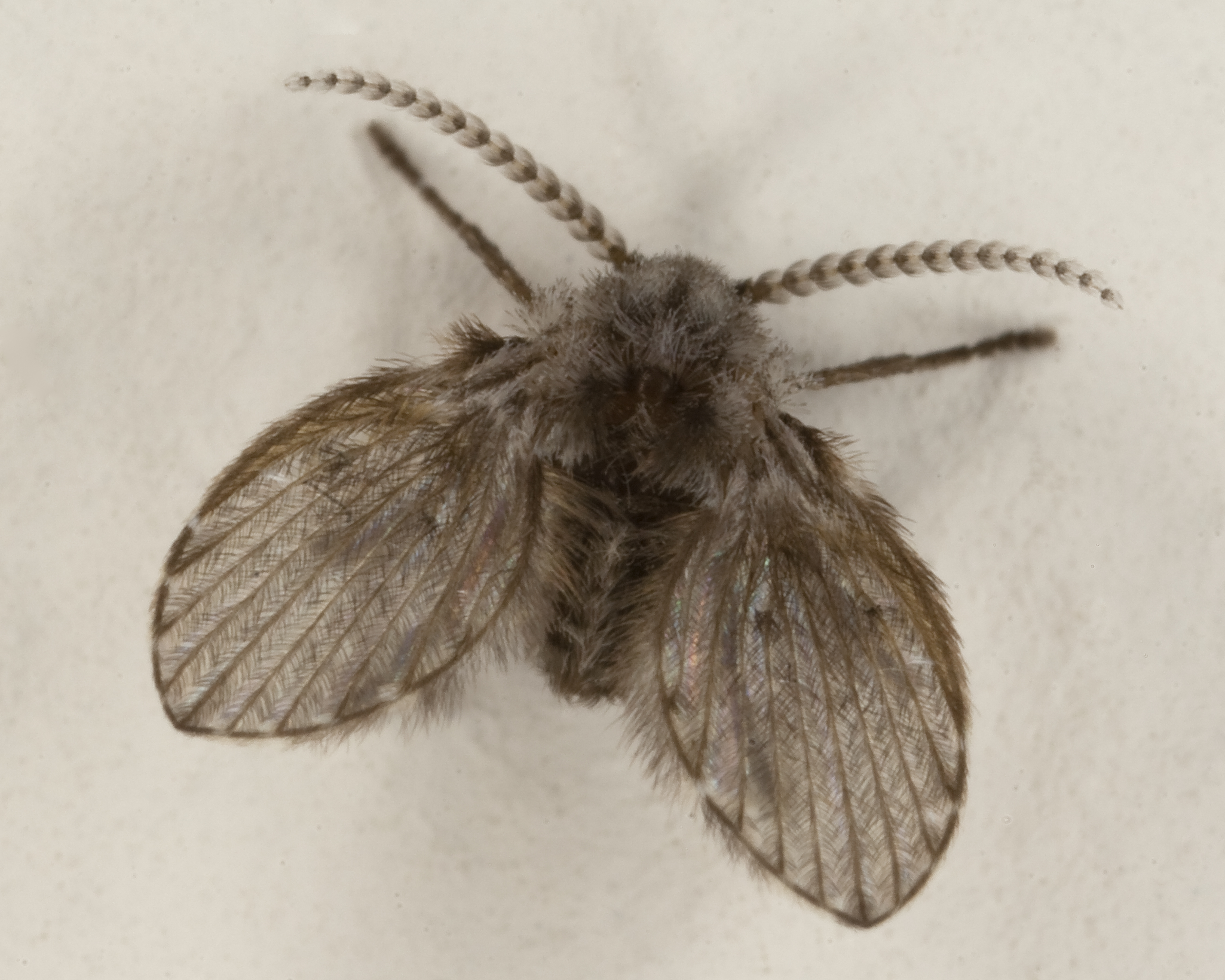
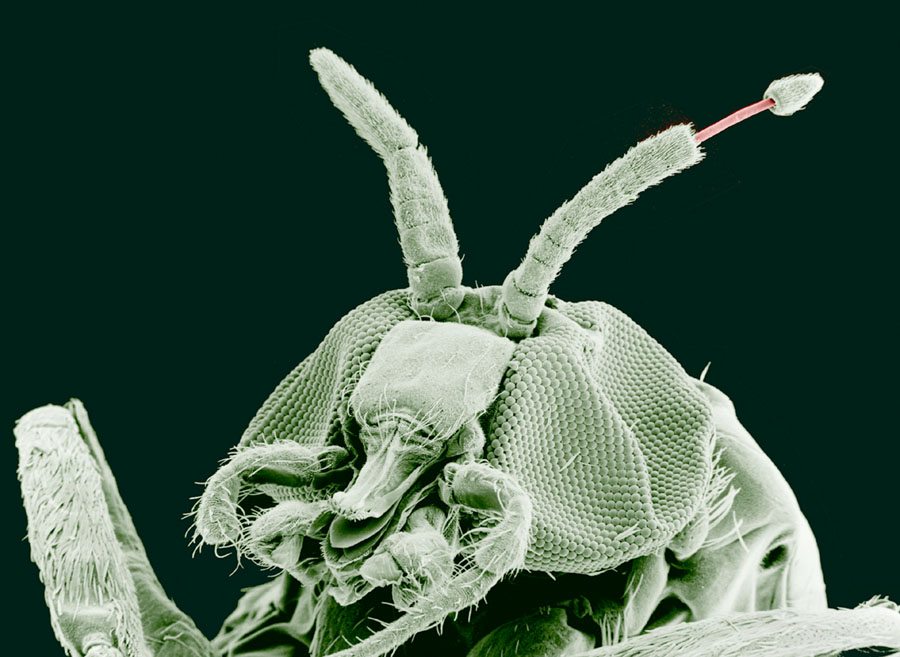